# 綾瀬早智子
綾瀬 早智子（あやせ さちこ、1969年12月3日 - ）は、日本のモデル、女優、グラビアアイドル、タレントである。旧芸名、守口 文子（もりぐち あやこ）。石川県金沢市出身。

## 略歴
- 金沢高等学校卒業[1]。高校在学中からモデル活動を始め、高校卒業後に上京[1]。広告媒体などでモデルを務める傍ら、男性誌のグラビアでも活動した。
- 1992年、芸名を守口 文子（もりぐち あやこ）から綾瀬 早智子（あやせ さちこ）に改名したが、1994年頃（初代バドガール担当期）には芸名を戻している。

## 出演
※特に記述のないものは「守口文子」名義。

### キャンペーンガールなど
- 近畿日本ツーリスト「沖縄キャンペーン」キャンペーンガール
- 「バドワイザー」初代バドガール
- 資生堂「TECH21」イメージガール

### テレビ
- 11PM - 最終日の金曜日は総集編であったため、同番組歴代最後のカバーガールでもある。
  - （日本テレビ） - 金曜レギュラーカバーガール
  - （読売テレビ） - 木曜レギュラーカバーガール
- オールナイトフジ （フジテレビ） - 2代目シーエックス
- 歌謡びんびんハウス （テレビ朝日）[1]
- キャッチアップ（TBS） - 番組内インフォメーション担当
- タモリのボキャブラ天国（フジテレビ）

### テレビドラマ
- 愛しの刑事 第13話「更生を夢見た女!恋人は宝石強盗犯」（1993年1月31日） - 茜 役※「綾瀬早智子」名義
- 親子弁護士の探偵帖2（1996年7月22日）

### 映画
- 新・同棲時代（1991年）
- 8マン・すべての寂しい夜のために（1992年） - さちこ 役※「綾瀬早智子」名義

### オリジナルビデオ
- 初体験物語2（1992年2月25日）

### CM
- 花王 ビオレU
- カルビー グリルビーフ

### PV
- 角松敏生 SOUND MOVIES「OKINAWA」（1994年）

### 雑誌
- デラべっぴん No.79（1992年6月号、英知出版）表紙

## 作品

### 写真集
- IDOL BOOK（オムニバス写真集）
- くびれてるぜ（オムニバス写真集）
- HIGH LEG CLUB ハイレグクラブスペシャル写真集120 週刊プレイボーイ特別編集（オムニバス 1991年、集英社）

### ビデオ
- スーパーハイレグ'90 上下巻（オムニバスビデオ）